# Kalona, Iowa
Kalona là một thành phố thuộc quận Washington, tiểu bang Iowa, Hoa Kỳ. Năm 2010, dân số của thành phố này là 2363 người.

## Dân số
Dân số qua các năm:
- Năm 2000: 2293 người.
- Năm 2010: 2363 người.